# Hugo Grenier (tenista)
Hugo Grenier (nacido el 23 de marzo de 1996) es un jugador de tenis francés.
Su ranking ATP más alto de individuales fue el número 95, logrado el 12 de septiembre de 2022. Su ranking ATP más alto de dobles fue el número 362, logrado el 21 de febrero de 2022.
Grenier hizo su debut en el cuadro principal en individual de Grand Slam como un lucky loser en el Campeonato de Wimbledon 2022, donde ganó su primer partido en un cuadro principal de individual de Grand Slam.

## Títulos ATP Challenger (4; 4+0)

### Individuales (4)
| N.° | Fecha                    | Torneo                                  | Superficie | Oponente en la final | Resultado        |
| --- | ------------------------ | --------------------------------------- | ---------- | -------------------- | ---------------- |
| 1.  | 14 de noviembre de 2021  | Challenger de Roanne                    | Dura       | Hiroki Moriya        | 6-2, 6-3         |
| 2.  | 31 de julio de 2022      | Challenger de Segovia                   | Dura       | Constant Lestienne   | 7-5, 6-3         |
| 3.  | 11 de septiembre de 2022 | Challenger de Cassis                    | Dura       | James Duckworth      | 7-5, 6-4         |
| 4.  | 31 de julio de 2023      | Challenger de Les Franqueses del Vallès | Dura       | Billy Harris         | 3-6, 6-1, 7-6(3) |